# Giorgio Molteni
Giorgio Molteni (Loano, 20 dicembre 1949) è un regista e sceneggiatore italiano.

## Biografia
Giorgio Molteni nasce a Loano in provincia di Savona nel 1949. Laureatosi in Sociologia presso l'Università degli Studi di Trento, sposato con la scrittrice e docente universitaria ligure Raffaella Verga.
Nel 1982 dirige il suo primo lungometraggio intitolato Un gusto molto particolare, che però non trova distribuzione. Dopo aver lavorato a lungo in RAI come regista di documentari e servizi per il telegiornale, nel 1987 dirige Aurelia con Maddalena Crippa e Fabio Sartor, che ottiene vari riconoscimenti ai Festival di Locarno ed al Festival di Annecy.
In seguito ha lavorato sia in ambito cinematografico che in ambito televisivo, dirigendo film come Il ritorno del grande amico (1990), Terrarossa (2001), Il servo ungherese (2004), ' 'Bologna 2 agosto... i giorni della collera (2014), e serie televisive come Cuori rubati (2002-2003), Sottocasa (2006) e Capri (2008).

## Filmografia

### Cinema
- Aurelia (1987)
- Il ritorno del grande amico (1990)
- Corsica (1991)
- Terrarossa (2001)
- Il servo ungherese (2004)
- Legami sporchi (2004)
- Bologna due agosto: i giorni della collera (2014)
- Come ti vorrei: As I'd Like You to Be (2015)
- Dead Man Wait - cortometraggio (2018)
- Io, lei e lei (Me, her and her) (2019)
- Martina Sa Nuotare - cortometraggio (2019)
- 9A - cortometraggio (2020)

### Televisione
- Un gusto molto particolare - film TV (1982)
- A sud dell'Italia - film TV (1992)
- I.A.S. - Investigatore allo sbaraglio - film TV (1999)
- La squadra - serie TV, 2 episodi (2000)
- Cuori rubati - serie TV, 241 episodi (2002-2003)
- Sottocasa - serie TV, 165 episodi (2006)
- Capri - serie TV, 13 episodi (2008)
- Sit Ness - miniserie TV (2012)
- Tu come noi (Diventa una Star) - serie TV, 1 episodio (2016)